# وادي الأبيض (طرويل)
وادي الأبيض أو وادي الآبار هي بلدية تقع في مقاطعة طرويل ، أرغون ، إسبانيا. وفقًا لتعداد عام 2004 ( INE ) ، يبلغ عدد سكان البلدية 293 نسمة.